# Dirhiza
Dirhiza is een muggengeslacht uit de familie van de galmuggen (Cecidomyiidae).

## Soorten
- D. lateritia (Loew, 1850)
- D. papillata (Felt, 1914)